# Michelle Pfeiffer
Michelle Marie Pfeiffer (Santa Ana, 29 d'abril de 1958) és una actriu estatunidenca, nominada al premi Oscar i guanyadora dels premis BAFTA i Globus d'Or.

## Biografia
Nascuda a Santa Ana, Califòrnia, filla de Dick i Donna Pfeiffer, té tres germans; un germà més gran i dues germanes petites (Dedee, una actriu que fa de filla de Cybill Shepard en la sèrie televisiva Cybill, i Lori, també en el món artístic, més concretament a les passarel·les i en el cinema). És d'ascendència holandesa.
Michelle es va graduar en el Fountain Valley School el 1976, on va començar a anar a classes de teatre per evitar les classes de llengua anglesa i més tard va ser un any al West College per formar-se com a reportera.
El 1981 es va casar amb l'actor i director Peter Horton (Gary en la sèrie televisiva Trenta i tants), però es va divorciar. Més tard va començar una relació amb el també actor Fisher Stevens, però només va durar tres anys. El 1993, Pfeiffer va adoptar una nena, Claudia Rose Pfeiffer. El 13 de novembre d'aquell mateix any, es casa amb l'escriptor i productor David E. Kelley, creador de les sèries per a televisió Picket Fences, Chicago Hope i Ally McBeal, junts van tenir un fill el 1994, que es diu John Henry.
Mentre estudiava, va treballar com a caixera d'un supermercat de Vons, al sud de Califòrnia; era la típica noia californiana que feia surf i fumava marihuana. En aquells anys i animada per la seva família, es va presentar a l'elecció de Miss Comtat d'Orange, concurs que va guanyar i li va servir per a obrir-se algunes portes. Va passar per algunes classes d'interpretació i proves per a sèries televisives.
El seu primer paper protagonista va ser el de Stephanie Zinone en el musical de 1982 Grease 2, de Patrícia Birch, la qual va impulsar la seva carrera en actuacions en pel·lícules com Lady Falcó de Richard Donner, Casada amb tots de Jonathan Demme, Batman returns de Tim Burton i What Lies Beneath, de Robert Zemeckis, entre d'altres.

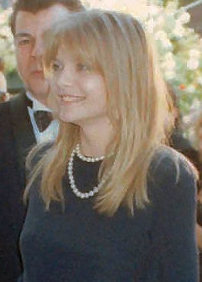
Michelle Pfeiffer l'any 1990

En poc temps demostra la seva capacitat com a actriu i aconsegueix la seva primera nominació a l'Oscar a la millor actriu secundària pel seu paper de Madame Marie de Tourvel en Les amistats perilloses (1988, Stephen Frears). Arran d'aquesta feina, es divorcia i comença un afer amb qui fou el seu company de repartiment John Malkovich.
L'Acadèmia la va nomenar per segona vegada el 1989 per interpretar Susie Diamond en Els fabulosos Baker Boys de Steve Kloves, per la qual va guanyar un Globus d'Or. Un any després, funda la seva pròpia productora amb què ha produït algun dels seus últims llargmetratges, com Per sobre de tot (1992), que li ha valgut la seva tercera nominació a l'Oscar.
Com a cantant també va tenir el seu paper en Els fabulosos Baker Boys.
El 7 d'agost de 2007, li van posar una estrella en el passeig de la Fama de Hollywood.
El seu treball més recent és la comèdia romàntica El nuvi de la meva mare (I Could Never Be Your Woman) d'Amy Heckerling, en què interpreta el personatge de Rosie.
Es defineix a si mateixa com una dona malenconiosa i solitària a més de molt insegura (creu que després de cada pel·lícula algú descobrirà que realment no sap actuar). Li agrada llegir i pintar a la seva casa de Los Angeles, on viu amb el seu marit i els seus fills, amb dos gossos i dos gats. Certament, Michelle Pfeiffer és una de les actrius més boniques, sensibles i cotitzades de Hollywood. La següent frase de la pel·lícula Lady Falcó, en la qual ella és l'actriu protagonista, la defineix a la perfecció: "Hi havia una dona; semblava de porcellana, amb els ulls d'un blau profund com els d'un ocell i la seva veu era com la d'un àngel".

## Filmografia
- 1980: The Hollywood knights
- 1981: Charlie Chan i la maledicció de la reina (Charlie Chan and the Curse of the Dragon Queen)
- 1982: Grease 2
- 1983: Scarface
- 1985: Into the Night
- 1985: Lady Falcó (Ladyhawke)
- 1986: Sweet Liberty
- 1987: Les bruixes d'Eastwick (The Witches of Eastwick)
- 1987: Amazon Women on the Moon
- 1988: Casada amb tots (Married to the Mob)
- 1988: Connexió Tequila (Tequila Sunrise)
- 1988: Les amistats perilloses (Dangerous Liaisons)
- 1989: Els fabulosos Baker Boys (The Fabulous Baker Boys)
- 1990: La casa Rússia (The Russia House)
- 1991: Frankie i Johnny (Frankie and Johnny)
- 1992: El retorn de Batman (Batman Returns)
- 1992: Per sobre de tot (Love field)
- 1993: L'edat de la innocència (The Age of Innocence)
- 1994: Llop (Wolf)
- 1995: Dangerous Minds
- 1996: Íntim i personal (Up Close & Personal)
- 1996: Feliç aniversari, amor meu (To Gillian on her 37th Birthday)
- 1996: One Fine Day
- 1997: Heretaràs la terra (A Thousand Acres)
- 1998: El príncep d'Egipte
- 1999: The Deep End of the Ocean
- 1999: A Midsummer Night's Dream
- 1999: La nostra història (The Story of Us)
- 2000: What Lies Beneath
- 2001: Em dic Sam (I Am Sam)
- 2002: La flor del mal (White Oleander)
- 2003: Simbad, la llegenda dels set mars (Sinbad: Legend of the Seven Seas)
- 2007: El nòvio de la meva mare (I Could Never Be Your Woman)
- 2007: Stardust
- 2007: Hairspray
- 2009: Personal Effects
- 2009: Chéri
- 2011: New Year's Eve
- 2012: People Like Us
- 2012: Ombres tenebroses (Dark Shadows)
- 2013: Malavita (The Family)
- 2017: Where is Kyra?
- 2017: The Wizard of Lies
- 2017: Mother!
- 2017: Murder on the Orient Express
- 2018: Ant-Man and the Wasp
- 2019: Maleficent: Mistress of Evil
- 2019: Avengers: Endgame
- 2020: French Exit
- 2023: Ant-Man and the Wasp: Quantumania

## Premis

### Oscar
| Any  | Categoria                           | Pel·lícula               | Resultat  |
| 1992 | Oscar a la millor actriu            | Per sobre de tot         | Candidata |
| 1989 | Oscar a la millor actriu            | Els fabulosos Baker Boys | Candidata |
| 1988 | Oscar a la millor actriu secundària | Les amistats perilloses  | Candidata |

### Globus d'Or
| Any  | Categoria                                       | Pel·lícula               | Resultat   |
| 1994 | Globus d'Or a la millor actriu dramàtica        | L'edat de la innocència  | Candidata  |
| 1993 | Globus d'Or a la millor actriu dramàtica        | Per sobre de tot         | Candidata  |
| 1992 | Globus d'Or a la millor actriu musical o còmica | Frankie i Johnny         | Candidata  |
| 1991 | Globus d'Or a la millor actriu dramàtica        | La casa Rússia           | Candidata  |
| 1990 | Globus d'Or a la millor actriu dramàtica        | Els fabulosos Baker Boys | Guanyadora |
| 1989 | Globus d'Or a la millor actriu musical o còmica | Casada amb tots          | Candidata  |

### BAFTA
| Any  | Categoria                           | Pel·lícula               | Resultat   |
| 1991 | BAFTA a la millor actriu            | Els fabulosos Baker Boys | Candidata  |
| 1990 | BAFTA a la millor actriu secundària | Les amistats perilloses  | Guanyadora |